# 봉림초등학교
봉림초등학교(鳳林初等學校)는 대한민국 경상남도 창원시에 있는 공립 초등학교이다.

## 연혁
- 1992년 3월 1일 : 개교